# Бетменхен

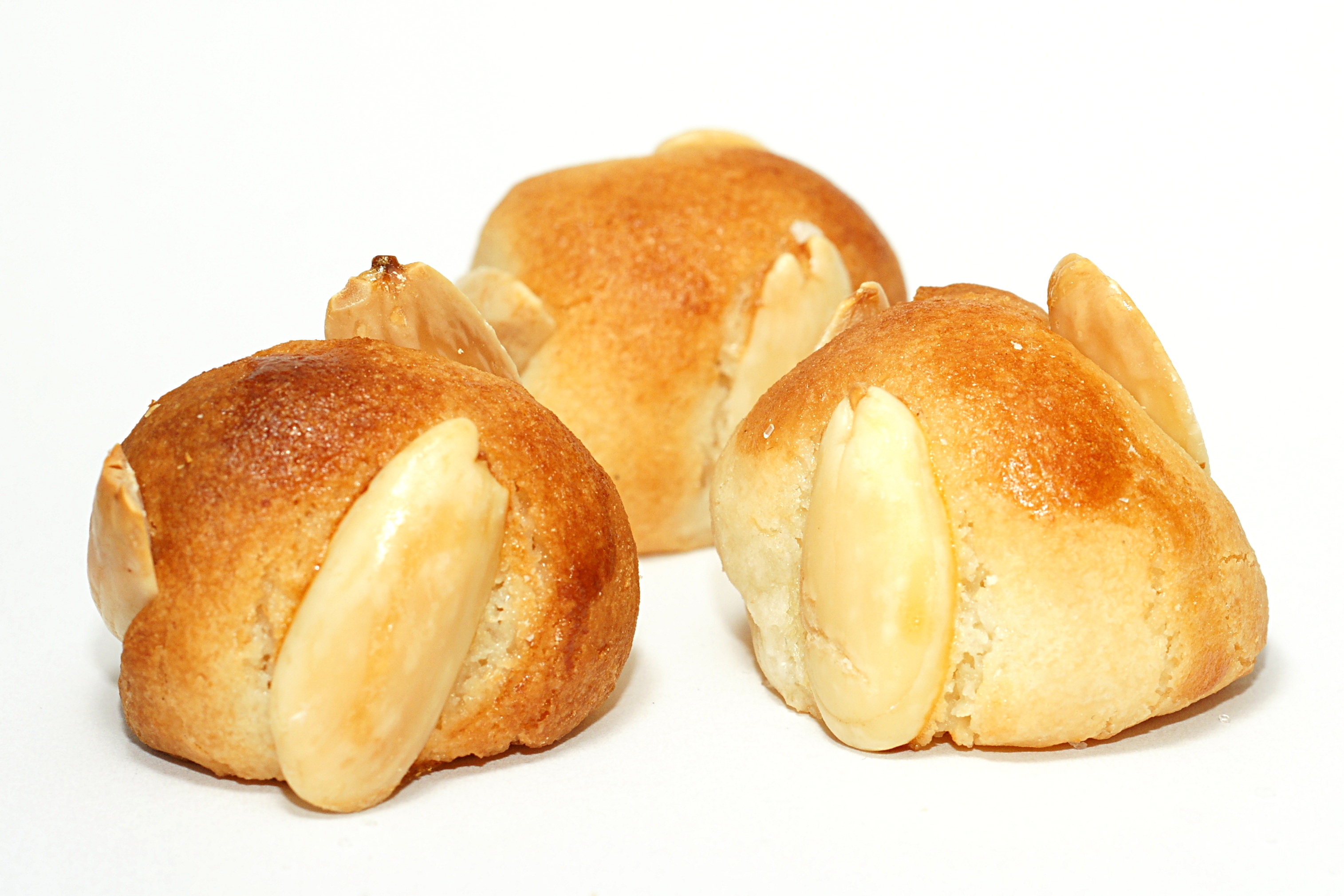
Франкфуртские бетменхены

Бетменхен (нем. Bethmännchen — «бетманчики», от фамилии франкфуртских банкиров Бетманов) — типичное печенье из Франкфурта-на-Майне. Другая традиционная выпечка во Франкфурте — пряники.
Бетменхены выпекаются из марципановой массы с молотым миндалём, сахарной пудры и розовой воды в форме шариков, украшенных половинками миндального ореха и глазированных яичным желтком. Печенье названо в честь семьи франкфуртских банкиров Бетманов и в настоящее время готовится и потребляется под Рождество, хотя во многих франкфуртских кондитерских оно продаётся круглый год. В основу рецепта бетменхенов легли известные со времён Средневековья франкфуртские пряники. По легенде, бетменхены придумал в 1838 году парижский кондитер Жан Жак Готенье, служивший в начале XIX века поваром в доме банкира и городского советника Симона Морица фон Бетмана. Первоначально марципановое печенье украшали четыре половинки миндального ореха в честь четырёх сыновей Бетмана, но после смерти сына Генриха в 1845 году на печенье их осталось только три.